# Лушпина

Проєкція лушпини всередині черепа

Лушпина (лат. putamen) — це кругла парна велика ділянка сірої речовини, що локалізована в глибині кінцевого мозку. Належить до базальних гангліїв. Лушпина сполучається з чорною субстанцією і блідою кулею рядом провідних шляхів. Головна функція лушпини полягає в регуляції і здійсненні впливу на різні типи навчання. Вона виконує свої функції за допомогою нейромедіатора допаміну.  Лушпина відіграє роль в дегенеративних неврологічних процесах, таких як хвороба Паркінсона.

## Анатомія
Лушпина разом з хвостатим ядром утворюють заднє смугасте тіло (дорзальний стріатум). Через схожу структуру лушпини і хвостатого ядра багато нейроанатомів вважають дорзальний стріатум єдиною структурою, розділеною на дві частини провідними шляхами внутрішньої капсули. 
Лушпина разом з блідою кулею утворює сочевицеподібне ядро. 